# Canton d'Abbeville-Sud
Le canton d'Abbeville-Sud est une ancienne division administrative française située dans le département de la Somme et la région Picardie.
Depuis le 2 avril 2015, ce canton n'existe plus.

## Représentation
| Régime                           | Début | Fin          | Conseiller                      | Parti / Idéologie | Parti / Idéologie            | Observation |
| -------------------------------- | ----- | ------------ | ------------------------------- | ----------------- | ---------------------------- | --- |
| Monarchie de Juillet             | 1833  | 1848         | Jean-Baptiste Randoing          |                   | Orléaniste puis Bonapartiste | Manufacturier, fabricant de draps fins Commandant de la Garde nationale d'Abbeville Président du Conseil Général (1845) Député (1848-1863)                                                                                   |
| IIe République                   | 1848  | 1852         | Jean-Baptiste Randoing          |                   | Orléaniste puis Bonapartiste | Manufacturier, fabricant de draps fins Commandant de la Garde nationale d'Abbeville Président du Conseil Général (1845) Député (1848-1863)                                                                                   |
| Second Empire                    | 1852  | 1855         | Jean-Baptiste Randoing          |                   | Orléaniste puis Bonapartiste | Manufacturier, fabricant de draps fins Commandant de la Garde nationale d'Abbeville Président du Conseil Général (1845) Député (1848-1863)                                                                                   |
| Second Empire                    | 1864  | 1870         | Charles Bachelier               |                   |                              | Avocat, juge de paix Adjoint au Maire d'Abbeville |
| IIIe République                  | 1871  | 1886 (décès) | Porphyre Labitte                |                   | Républicain                  | Scientifique, propriétaire à Abbeville Maire de Blangemont (Pas-de-Calais ) Député (1876-1882), Sénateur (1882-1885) |
| IIIe République                  | 1886  | 1889         | Henry Gavelle                   |                   | Républicain                  | Industriel, conseiller municipal d'Abbeville Élu lors d'une partielle le 17 janvier 1886 |
| IIIe République                  | 1889  | 1895         | Alfred Le Sergeant de Monnecove |                   | Conservateur                 | Baron Propriétaire du château d'Epagne-Epagnette |
| IIIe République                  | 1895  | 1901         | Adrien Le Coustellier           |                   | Républicain                  | Manufacturier à Abbeville |
| IIIe République                  | 1901  | 1913         | Charles Bignon                  |                   | Républicain                  | Banquier Maire d'Abbeville (1896-1923), conseiller d'arrondissement |
| IIIe République                  | 1913  | 1931 (décès) | Achille Delacroix               |                   | Radical                      | Ancien négociant Conseiller municipal d'Abbeville |
| IIIe République                  | 1931  | 1937         | Paul Gaillard                   |                   | Radical                      | Vétérinaire à Abbeville, conseiller d'arrondissement |
| IIIe République                  | 1937  | 1940         | André Massonneau                |                   | SFIO                         | Professeur à Abbeville |
| 1940-1944 - Occupation allemande |       |              |                                 |                   |                              | |
| IVe République                   | 1945  | 1958         | Max Lejeune                     |                   | SFIO puis UDF-PSD            | Professeur, Député (1936-1942, 1945-1977) Sénateur (1977-1995), Maire d'Abbeville (1947-1989) Secrétaire d’État puis Ministre (1946-1959) Président du Conseil Général (1945-1988) Président du Conseil Régional (1978-1979) |
| Ve République                    | 1958  | 1988         | Max Lejeune                     |                   | SFIO puis UDF-PSD            | Professeur, Député (1936-1942, 1945-1977) Sénateur (1977-1995), Maire d'Abbeville (1947-1989) Secrétaire d’État puis Ministre (1946-1959) Président du Conseil Général (1945-1988) Président du Conseil Régional (1978-1979) |
| Ve République                    | 1988  | 2001         | Guy Dovergne                    |                   | PS                           | Instituteur Maire de Mareuil-Caubert (1968-2008) |
| Ve République                    | 2001  | 2008         | Yves Butel                      |                   | CPNT puis MPF puis UMP       | Kinésithérapeute, Adjoint au Maire d'Abbeville Député Européen (1999-2004) Conseiller régional des Hauts-de-France (depuis 2015)                                                                                             |
| Ve République                    | 2008  | 2015         | Pascal Demarthe                 |                   | PS                           | Enseignant, Conseiller municipal d'Abbeville Député de la Somme (2014-2017) Conseiller régional des Hauts-de-France (depuis 2021) Maire d'Abbeville (depuis 2020)                                                            |

### Conseillers d'arrondissement (de 1833 à 1940)
| Période                                  | Période          | Identité                                   | Étiquette    | Qualité |
| ---------------------------------------- | ---------------- | ------------------------------------------ | ------------ | --- |
| 1833                                     | 1835 (démission) | Mathieu-Pascal Morel-Wattebled (1770-1848) |              | Négociant à Abbeville, juge au Tribunal de commerce, administrateur des hospices, ancien officier, conseiller municipal d'Abbeville                                                                                           |
| 1836                                     | 1842             | Joseph Maximilien Vayson                   | Conservateur | Manufacturier en tapis à Abbeville, député (1846-1848), maire d'Abbeville (1843-1848) |
|                                          |                  |                                            |              | |
|                                          | 1882 (démission) | Paul Huré                                  | Républicain  | Ingénieur civil, conseiller municipal d'Abbeville |
|                                          |                  |                                            |              | |
| 1895                                     | 1901             | Charles Bignon (1850-1923)                 | Républicain  | Banquier à Abbeville, conseiller municipal puis maire d'Abbeville |
|                                          |                  |                                            |              | |
| 1913                                     | 1922             | Paul Guignot                               | Radical      | Négociant (tissus en gros) à Abbeville |
| 1922                                     | 1931             | Paul Gaillard (1871-1961)                  | Radical      | Vétérinaire à Abbeville |
| 1931                                     | 1940             | André Lerebours (1888-1943)                | Radical      | Négociant en cuir, conseiller municipal puis adjoint au maire d'Abbeville, Président du Conseil d'arrondissement (1937-1940), chargé de la défense passive de la ville en 1942, victime civile d'un bombardement en juin 1943 |
| 1940                                     |                  |                                            |              | Les conseils d'arrondissement ont été suspendus par la loi du 12 octobre 1940 et n'ont jamais été réactivés |
| Les données manquantes sont à compléter. |                  |                                            |              | |

## Composition
| Communes           | Population (2012) | Code postal   | Code Insee |
| ------------------ | ----------------- | ------------- | ---------- |
| Abbeville          | 24 567 (1)        | 80100 à 80109 | 80001      |
| Bray-lès-Mareuil   | 221               | 80580         | 80135      |
| Cambron            | 710               | 80132         | 80163      |
| Eaucourt-sur-Somme | 376               | 80580         | 80262      |
| Épagne-Épagnette   | 552               | 80580         | 80268      |
| Mareuil-Caubert    | 890               | 80132         | 80512      |
| Yonval             | 211               | 80132         | 80836      |

(1) fraction de commune.

## Démographie
| 1962 | 1968 | 1975 | 1982 | 1990 | 1999 | 2009 |
| ---- | ---- | ---- | ---- | ---- | ---- | ---- |
| -    | -    | -    | -    | -    | -    | -    |